# 1309 Гіперборея
1309 Гіперборея (1309 Hyperborea) — астероїд головного поясу, відкритий 11 жовтня 1931 року.
Тіссеранів параметр щодо Юпітера — 3,150.